# 총유전체
총유전체는 전장유전체라고도 하며, 한 종의 유전정보를 저장하는 DNA 염기들의 전체를 말한다. 주로 총 유전자 염기서열을 뜻한다. 주로 미생물의 총합을 뜻하는 군유전체와 다르며, 인간등과 같은 숙주와 그 속에 서식하는 타 생물 게놈들의 총합을 뜻하는 초유전체와도 다르다.

## 같이 보기
- 유전체
- 유전체학